# Operation Affenkäfig
Operation „Affenkäfig“, auch Unternehmen „Affenkäfig“, war eine gegen sowjetische Partisanen sowie die Zivilbevölkerung gerichtete Aktion der 12. Panzer-Division der deutschen Wehrmacht bei Newel in der Sowjetunion. Die Aktion fand zwischen dem 11. und 14. November 1942 im Rahmen des deutschen Vernichtungskriegs gegen die Sowjetunion statt.

## Geschichte

### Vorgeschichte
Im Frühjahr 1942 veränderte die Wehrmacht ihre Strategie im Kampf gegen sowjetische Partisanen. Die Partisanen würden in größeren Verbänden auftreten, so berichtete der Befehlshaber des rückwärtigen Heeresgebiet Mitte, General der Infanterie Max von Schenckendorff, im Februar 1942, und schlug größere militärische Aktionen vor. Vorbildfunktion für das Vorgehen in den mitunter schwer zugänglichen Wald- und Sumpfregionen erlangte das Unternehmen Bamberg, bei dem ein großes Gebiet umstellt wurde, in welchem sich Partisanen aufhalten sollten. Die eingesetzten Truppen verengten dann den Kessel konzentrisch zur Durchsuchung. Den Partisanen gelang es, sich dem Zugriff zu entziehen, aber mindestens 6000 Menschen der Zivilbevölkerung wurden dabei ermordet.
Das Sumpfland von Polazk mit seinen dichten Wäldern und Sümpfen bot gute Voraussetzungen für Partisanenangriffe. Im November 1942 kontrollierten die Widerstandskämpfer 45 % dieser Region und waren in weiteren 22 % präsent. Die Deutschen hingegen hielten die Städte Witebsk und Polazk, die Eisenbahnlinien und Hauptverkehrswege. Das Vorgehen der 12. Panzer-Division gegen das Gebiet zwischen Newel und Polazk stand am Beginn einer Reihe von entsprechenden Aktionen in diesem Gebiet.

### Ablauf der Operation
Die sogenannten „Großunternehmen“ der Wehrmacht unterschieden sich in Größe, Aufwand und Form, aber die ortskundigen Partisanengruppen wurden selten gestellt. Diese Erfahrung machte auch die 12. Panzer-Division beim Unternehmen „Affenkäfig“. Auch hier gelang es den Partisanen der 4. Weißrussischen Partisanenbrigade, sich dem Zugriff der unter Zeitdruck stehenden deutschen Truppen zu entziehen, indem sie sich in die Wälder zurückzogen, wo die Panzer nicht hinkamen. Partisanen, die sich den Kampfhandlungen entzogen, ließ die Division entkommen. Die 12. Panzer-Division meldete zurück, dass die Truppe in Partisanenbekämpfung geschult werden müsste. Für das Unternehmen „Affenkäfig“ sei gegen den Rat der Division zu wenig Zeit vorgesehen worden, die man gebraucht hätte, um die Höfe, Gebäude, Scheunen, Keller usw. gründlich zu durchsuchen. Das Unternehmen „Affenkäfig“ erzielte in dieser Hinsicht keine nennenswerten Erfolge.
Ein Unteroffizier der 12. Panzer-Division berichtete in einem Feldpostbrief vom 16. November 1942, dass er nur sehr wenige Partisanen zu Gesicht bekommen habe und auch nur sehr wenige gefasst worden seien. Stattdessen habe man die Dörfer zerstört, die ihnen als Basis gedient hätten, und alle Lebensmittel und Versorgungsgüter, die man habe finden können, an sich genommen. Viele Hühner, Schafe, Kühe und Schweine habe man geschlachtet und fette und leichte Tage dort gehabt, wie Räuber aus dem Wilden Westen.
In ihrer Abschlussmeldung vom 17. November 1942 meldete die Division 56 zerstörte und fünf teilweise zerstörte Dörfer. Als Beute wurden 590 Rinder, 510 Schafe, 37 Schweine und 123 Pferde angegeben, an erbeuteten sonstigen Lebensmitteln acht Tonnen Getreide, 25 Tonnen Kartoffeln und 500 kg Futtererbsen.
Der Historiker Ben H. Shepherd schlussfolgert aus dem Feldpostbrief, es sei nicht zu erwarten gewesen, dass Truppen in einer solchen brutalen Stimmung Zivilisten verschonen würden. Tatsächlich hatte die Division in ihrem Befehl vom 9. November 1942 für das Unternehmen „Affenkäfig“ festgelegt, dass brutale Rücksichtslosigkeit gegenüber den „Banditen“, ihren Helfern und Helfershelfern jedem einzelnen Mann eingehämmert werden müsse. Viele Einheiten im Kampf gegen Partisanen gingen deshalb gegen die Zivilbevölkerung vor und zählten ermordete Zivilisten als getötete Partisanen. Insbesondere die hohe Diskrepanz zwischen der Zahl der angeblich getöteten Partisanen und der Menge der bei ihnen gefundenen Waffen spricht dafür, dass viele der angeblich im Kampf getöteten Partisanen tatsächlich Zivilisten waren.
Die 12. Panzer-Division vermeldete 132 getötete Partisanen bei eigenen Verlusten von vier Soldaten und 25 Verwundeten. Außerdem seien 61 Frauen und Kinder als „Angehörige“ von Partisanen getötet und 87 Zivilgefangene im Alter von 16 bis 50 Jahren abgeschoben worden. Dagegen verzeichnete man an zerstörten bzw. erbeuteten Waffen 32 Gewehre, ein leichtes und drei schwere Maschinengewehre, drei Geschütze, zwei Flak-Geschütze, zwei Panzerabwehrkanonen sowie vier Granatwerfer.
Dadurch, dass die deutschen Truppen keine Truppen in den durchkämmten Gebieten stationierten, wurden durch die Großunternehmen zwar Unruhe unter den Partisanen gestiftet, diese aber nicht dauerhaft vertrieben. Als im Rahmen des Unternehmens „Waldwinter“ Einheiten der 286. Sicherungs-Division ab dem 31. Januar 1943 im Bahndreieck Witebsk–Newel–Polozk operierten, berichteten sie, dass nicht mehr Nutztiere und Nahrungsmittel erbeutet werden konnten, weil sie im letzten Teil ihrer Operation in das Gebiet kamen, in welchem die 12. Panzer-Division Unternehmen „Affenkäfig“ durchgeführt hatte. Hier waren deshalb weder Menschen noch materielle Werte mehr aufzufinden.
Nach Angaben von Gerd Niepold, ehemals Erster Generalstabsoffizier der 12. Panzer-Division und Autor ihrer Divisionsgeschichte, wurden 1945 kriegsgefangene Angehörige der Division für ihre Beteiligung am Unternehmen „Affenkäfig“ zu bis zu 25 Jahren Lagerhaft in der Sowjetunion verurteilt.